# Arthur Melville

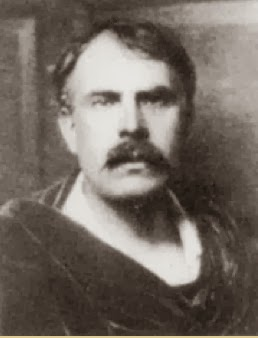
Arthur Melville

Arthur Melville (* 4. April 1855 in Loanhead of Guthrie, Angus, Schottland; † 28. August 1904 in Witley, Surrey, England) war ein schottischer Maler. Er gilt als einer der besten Aquarellisten seiner Zeit.

## Leben
Arthur Melville wurde in einem Dorf in der damaligen Grafschaft Haddingtonshire in Schottland geboren, wuchs aber in East Lothian auf. Er begann schon im frühen Alter zu malen und nahm Kunstunterricht in Abendkursen, bevor er in die Klasse von John Campbell Noble an der RSA School eintrat.
1878 ging Melville nach Paris, wo er Robert Weir Allan begegnete, der ihn mit dem Werk der Impressionisten bekannt machte. In dieser Zeit schloss er sich der in Grez-sur-Loing arbeitenden Künstlergruppe an, die als Glasgow Boys bekannt wurde und zu der William York MacGregor (1855–1923), James Guthrie (1859–1930), Joseph Crawhall (1861–1913) und später unter anderem auch George Henry (1858–1943) und John Lavery (1856–1941) gehörten. Eine längere Reise führte ihn von 1880 bis 1882 nach Istanbul, Kairo, Bagdad, Karachi und zurück nach Schottland. 1886 und 1889 ging er erneut auf eine Reise nach Paris, 1890 begab er sich nach Spanien und Algerien, 1894 nach Venedig, bevor er sich in London dem Kreis um W. Graham Robertson anschloss. Nach seiner Hochzeit im Surrey angesiedelt, führten weitere Reisen den unsteten Künstler erneut nach Spanien (1899, 1904) und Italien (1802).
Arthur Melville starb im Jahr 1904 kurz nach der Rückkehr von seiner letzten Spanienreise im Alter von 49 Jahren an Typhus. Seine Witwe heiratete den Malerkollegen Théodore Roussel.

## Ausstellungen
- Würdigung seines Werkes an der Royal Society of Portrait Painters, London
- 1906: Umfassende Retrospektive in den Royal Institute Galleries, London

## Werk
Melville bildete sich mehr durch die Praxis und eigene Beobachtungen als durch den Kunstunterricht. In der Zeit, in welcher er in Grez-sur-Loing mit den Glasgow Boys zusammenarbeitete, stand sein Werk unter dem Einfluss von Jules Bastien-Lepage. Dort begann er auch, mit Wasserfarben zu experimentieren. In späteren Werken ist der Einfluss von Frank Brangwyn zu verspüren, der 1892 gemeinsam mit Melville auf Reisen ging.
Hauptmerkmal seiner auf feuchtem Papier geschaffenen Aquarelle sowie der erst in seinen letzten sechs Lebensjahren in Öl gemalten Werke ist die unvergleichliche Farbintensität, mit welcher er die Eindrücke seiner Reisen in ferne Länder festhielt.

### Werksauswahl
- 1881: An Arab Interior, Edinburgh, National Galleries of Scotland
- 1882: Pilgrims on the Way to Mecca, USA, Wisconsin, Madison, Chazen Museum of Art
- 1883/89: Audrey and her Goats, Öl, London, Tate Gallery
- 1888/89: The Little Bullfight: 'Bravo Toro, Aquarell, London, Victoria and Albert Museum
- 1893: A Moorish Procession, Tangier, Edinburgh, National Galleries of Scotland
- 1897: The Blue Nigt, Venice, London, Tate Gallery
- ????: An Oriental Goatherd, Weimar

Zahlreiche Werke Malevilles befinden sich in privaten Sammlungen.